# 托尔蒂 (法属圭亚那)
托尔蒂（法語：Tortue，法語發音：[tɔʁty]）是法国海外省法属圭亚那的一座村庄，属于雷日纳市镇的一部分，位于努拉格自然保护区和小托尔蒂山生物保护区之间。